# 콘레일

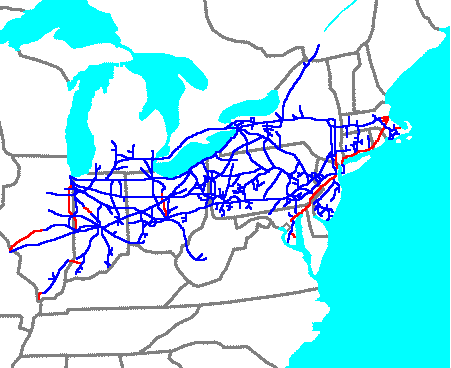
콘레일 시스템 지도

콘레일(Conrail, 이전 명칭: Consolidated Rail Corporation, CR)은 1976년부터 1999년까지 운행한 미국 북동부의 프라이머리 클래스 I 철도이다. 상표명 콘레일은 회사의 상호에 기반을 둔다, 열차를 더 이상 운영하지는 않지만 자산 관리와 네트워크 서비스 제공 등 사업은 계속하고 있다.
미국 연방 정부는 펜 세트럴 트랜스포테이션 컴퍼니, 에리 래카와나 레일웨이 등 잠재적으로 수익을 낼 수 있다고 판단되는 여러 파산 수송기업을 인수하기 위해 콘레일을 설립하였다. 4R법, 스태거즈법에 의해 철도 규제가 철회된 이후 콘레일은 1980년대에 수익을 내기 시작했으며 1987년 사기업화되었다.